# Webb C. Ball
Webster Clay Ball (6 de octubre de 1848 - 6 de marzo de 1922) fue un joyero y relojero estadounidense, que fundó la Ball Watch Company. Cuando se adoptó la hora estándar en 1883, fue el primero en utilizar la señal horaria del Observatorio Naval de los Estados Unidos para sincronizar los relojes públicos, lo que permitió que la hora fuera precisa en Cleveland.

## Semblanza
Nacido en una granja en el Condado de Knox (Ohio), Webb C. Ball se casó en 1879 con Florence I. Young, de Kenton (Ohio). Tuvieron un hijo, Sidney Y. Ball (nacido el 19 de septiembre de 1880), y tres hijas, Wilma Ball, Florence Ball y Alice Ball Andrews. Era hijo de Aaron Taylor Ball (nacido el 19 de diciembre de 1820 en Fredericktown, Ohio) y de Sidney Ann Clay (nacida el 2 de abril de 1820 en Frederick (Maryland)). Sus abuelos fueron Zenas Ball (15 de noviembre de 1792, South Orange - 3 de octubre de 1860) y Sarah Taylor (24 de mayo de 1796 - 30 de marzo de 1860). Murió en su casa en Cleveland Heights (Ohio), y le sobrevivieron su esposa e hijos. Entre sus descendientes figura Isabel Andrews Burgess, nombrada por el presidente Richard Nixon para dirigir la Junta Nacional de Seguridad en el Transporte.

## Carrera profesional
Después de un aprendizaje de dos años, Ball se instaló en Cleveland para trabajar en una joyería.
En 1891 se produjo una colisión entre trenes en el Ferrocarril de Lake Shore y Michigan Southern en Kipton (Ohio), debido a que el reloj de uno de los maquinistas se había parado inadvertidamente. Los agentes del ferrocarril nombraron a Webb C. Ball como su inspector jefe de cronometraje, con el fin de establecer estándares de precisión y un sistema fiable de inspección de los relojes para poder ser utilizados como cronómetros ferroviarios.
Estableció unas estrictas directrices para la fabricación de relojes de precisión resistentes y fiables, que incluían resistencia al magnetismo, fiabilidad en la indicación del tiempo en 5 posiciones, isocronía, indicador de reserva de cuerda y disposición de la esfera, junto con un registro de la fiabilidad del reloj en cada inspección regular.
Su negocio original de joyería en Cleveland se convirtió en la Ball Watch Company (actualmente con sede en La Chaux-de-Fonds), que utilizaba los movimientos de otras empresas de relojes, los perfeccionaba y luego los revendía. La Ball Watch Company también encargaba relojes completos a otras empresas de relojes. Ball utilizaba movimientos de los principales fabricantes estadounidenses, como Elgin, Hamilton y Waltham. La empresa cambió a los movimientos suizos Avia ya en la década de 1940. La Waltham Watch Company cumplió inmediatamente con los requisitos de las directrices de Ball, seguida más tarde por la Elgin National Watch Company y la mayoría de los demás fabricantes estadounidenses: Aurora, Hamilton, Hampden, E. Howard & Co., Illinois y Seth Thomas, a los que se unieron más tarde algunos fabricantes de relojes suizos, como Audemars Piguet, Gallet, Longines, Record Watch o Vacheron Constantin.
Webb C. Ball se convirtió en vicepresidente de la Hamilton Watch Company y centró sus esfuerzos en el desarrollo de relojes para los ferrocarriles. Según las Actas de la Tercera Convención Trienal de la Hermandad de Ingenieros Ferroviarios (convocada por el ingeniero jefe W.S. Stone, y celebrada en el Auditorio B de LE, Cleveland, Ohio, el 31 de mayo de 1921, a las 14 h) Webb C. Ball pronunció un discurso y se aprobó una resolución por unanimidad para nombrarlo miembro honorario de la Hermandad.
Fueron los primeros relojes de pulsera que se permitió utilizar en los ferrocarriles (disponían de un movimiento suizo), seguidos rápidamente por el primer reloj de pulsera de fabricación estadounidense, producido por Elgin.
La empresa era propiedad de la familia Ball, y estuvo controlada por los descendientes directos del fundador hasta la década de 1990, cuando se vendió el derecho a utilizar el nombre. La nueva empresa continúa la tradición, utilizando movimientos de fabricación suiza (principalmente de origen ETA) y fabricando relojes para deportistas e incluso para algunas compañías ferroviarias locales.
Al final de su carrera, Webb C. Ball supervisaba la cronometría de la que dependía la seguridad de más de 125 000 millas (201 000 km) de vías ferroviarias en Estados Unidos, México y Canadá, y había contribuido en gran medida a la fiabilidad de todos los sistemas ferroviarios. El Instituto Relojero de América celebró los logros de Ball el 20 de octubre de 1921.